# Маркс, Хизер
Хизер Маркс (англ. Heather Marks; род. 25 июля 1988, Калгари) — канадская модель, известная в мире моды своими большими глазами и кукольными (эльфийскими) чертами лица.

## Биография
Маркс родилась в Калгари, Альберта. В детстве любила сноубординг и футбол. Уже в 12 лет её рост составлял  178 см и девушка решила попробовать свои силы в модельном бизнесе. Её заметил  агент Келли Стрейт. Он предложил ей принять участие в модельном конкурсе Mode Models, который Хизер и выиграла. С тех пор несколько раз в месяц она принимала участие в модных показах агентства Стрейта.
В 15 лет Маркс отправилась в Торонто, а позднее в Нью-Йорк. Её первым появлением на обложке популярного журнала стала фотосессия   для итальянского  издания Vogue. Дебютный подиум Хизер состоялся    на шоу Givenchy Spring 2003. В сезоне весна-лето 2004 она участвовала  более чем в 43 шоу (Anna Sui, Blumarine, Burberry, Chanel, D&G, Givenchy, Lanvin, Louis Vuitton, Marc Jacobs,  Marni, Max Mara, Rochas, Sportmax  и  Versace). В модных сезонах  весна-лето 2005 и осень-зима 2005 на её счету более чем   70 показов.
С тех пор Хизер сотрудничала с  известными марками D&G, Calvin Klein, Emporio Armani, Marc Jacobs, Max Mara, Moschino, Kenzo, Jimmy Choo, Lacoste, Anna Sui, Christian Lacroix, Just Cavalli, Badgley Mischka, Jeremy Laing, Sisley и других  модельеров. Она также появилась в рекламных кампаниях H&M, Aubin & Wills, Converse, Victoria's Secret, Lui Jeans, American Eagle, Benetton Group, Blanco, Cacharel, DAKS, GAP, Holt Renfrew, Lee, Levi's, Mango, Sportmax, Swarovski, Trussardi, Via Spiga и практически всех ведущих косметических фирм планеты.
Она появлялась на обложках  итальянской,  японской немецкой, корейской, латиноамериканских, мексиканской и испанской  версиях журнала Vogue, хорватском, канадском и итальянском изданиях Elle, а также в Harper's Bazaar и множестве каталогов. В 2006 году она участвовала в   Victoria's Secret Fashion Show.

## Личная жизнь
В 2014 году неизвестные хакеры взломали iCloud  мировых знаменитостей и выложили в сеть их  фото интимного характера. Среди других было опубликовано и несколько обнажённых фотографий Хизер Маркс.
В настоящее время Маркс живёт в Гринвич-Виллидж с   английским бульдогом Отисом.    У неё есть младший брат  Стивен  и старшая сестра  Трейси. Она также владеет домом в   Британской Колумбии, где  проживает хотя бы  месяц в году.

## Фильмография
- 2012: Сайлент Хилл 2 — Сьюки[7]